# David Carpenter
David Joseph Carpenter (San Francisco, 6 maggio 1930) è un serial killer statunitense. Soprannominato il Trailside Killer, è noto per lo stalking e l'omicidio di svariate persone nei sentieri dei parchi statali vicino a San Francisco. Carpenter ha ucciso almeno dieci persone, con due persone, Steven Haertle e Lois Rinna, la madre della star di The Real Housewives of Beverly Hills Lisa Rinna, sopravvissute. Ha usato una pistola calibro 38 in tutti gli omicidi tranne uno; utilizzò una pistola calibro 44 per l'omicidio di Edda Kane sul monte Tamalpais.

## Infanzia
David Carpenter, originario di San Francisco, fu vittima di abusi da bambino da parte del padre alcolizzato e della madre aggressiva. Da ragazzo aveva una grave balbuzie, soffriva di enuresi e mostrava crudeltà verso gli animali. All'età di 13 anni, Carpenter fu incarcerato per aver molestato due dei suoi cugini. Si è sposato nel 1955, un matrimonio dal quale ebbe tre figli. 

## Crimini
Il primo tentato omicidio di Carpenter avvenne nel 1960, per il quale trascorse sette anni in prigione. La vittima fu Lois Rinna, madre della star di The Real Housewives of Beverly Hills Lisa Rinna. Nel 1970 fu arrestato per sequestro di persona e trascorse altri sette anni dietro le sbarre. Dopo il suo rilascio, è diventato un sospetto per i famigerati omicidi di Zodiac, anche se alla fine fu scagionato dalle accuse. 
Dal 1979 al 1981, Carpenter violentò e uccise cinque donne nelle contee di Santa Cruz e Marin. Il detective del dipartimento dello sceriffo della contea di Marin in pensione Edmond Mauberret compose un suo identikit. Il 10 maggio 1988, una giuria di San Diego condannò Carpenter per cinque capi d'accusa di omicidio di primo grado per le uccisioni di Richard Stowers, Cynthia Moreland, Shauna May, Diane O'Connell e Anne Alderson. Carpenter è stato anche ritenuto colpevole di aver violentato due delle donne e aver tentato di violentarne una terza. È stato condannato a morte nella camera a gas ed è attualmente rinchiuso nel braccio della morte del carcere di San Quintino.
In seguito alla sua condanna per gli omicidi della contea di Marin, Carpenter è stato processato, e successivamente condannato, da una giuria di Santa Cruz per l'omicidio di altre due donne, Ellen Hansen e Heather Scaggs. La stessa giuria ha anche ritenuto Carpenter colpevole del tentato omicidio del compagno di escursioni della Hansen Steven Haertle, del tentato stupro della Hansen e dello stupro della Scaggs. Hansen, che era una studentessa dell'Università della California-Davis, ha una borsa di studio commemorativa creata in onore del suo coraggio durante l'aggressione, che ha permesso alla Haertle di fuggire e sopravvivere. Nel 1995, le condanne di Santa Cruz furono annullate a causa di cattiva condotta dei giurati. La Corte Suprema della California ha successivamente ripristinato le condanne di Santa Cruz.
Nel dicembre 2009, la polizia di San Francisco ha riesaminato le prove dell'omicidio del 21 ottobre 1979 di Mary Frances Bennett, che faceva jogging a Lands End quando è stata aggredita e pugnalata a morte. Un campione di DNA ottenuto dalle prove è stato abbinato a Carpenter attraverso i file del Dipartimento di giustizia dello Stato. Nel febbraio 2010, la polizia ha confermatola compatibilità con un campione di DNA ottenuto da Carpenter poco prima. Carpenter è ancora sospettato degli omicidi di Edda Kane e Barbara Schwartz.
| Vittime                   | Stato                     |
| ------------------------- | ------------------------- |
| Richard Stowers, 19 anni  | Condannato                |
| Cynthia Moreland, 18 anni | Condannato                |
| Shauna maggio, 25         | Condannato                |
| Diane O'Connell, 22       | Condannato                |
| Anne Alderson, 26         | Condannato                |
| Ellen Marie Hansen, 20    | Ribaltato ma ripristinato |
| Heather Scaggs, 20        | Ribaltato ma ripristinato |
| Edda Kane, 44             | Sospettato                |
| Barbara Schwartz, 23      | Sospettato                |
| Mary Frances Bennett, 23  | Confermato                |

## Cultura popolare
Gli omicidi del Trailside Killer fornirono ispirazione a Joyce Maynard per il suo romanzo del 2013 After Her.